# Васильев, Григорий Васильевич (флагман)
Григорий Васильевич Васильев (28 декабря 1892(по новому стилю 09.01.1893), Вятка — 15 июля 1943) — советский военно-морской деятель, командир 1-й бригады подводных лодок Черноморского флота, флагман 2-го ранга.

## Биография
Русский. Родился в Вятке в семье надворного советника Василия Серапионовича Васильева.

### В Российском императорском флоте
В 1908 году поступил, а в 1913 году окончил Морской кадетский корпус, был произведён в гардемарины с пожалованием медали «В память 300-летия царствования дома Романовых». По окончании обучения был направлен для прохождения службы на Черноморский флот, на броненосец «Пантелеймон». 5 ноября 1913 года высочайшим приказом по Морскому ведомству № 1219 Васильев был произведён в мичманы. Вскоре был назначен флагманским минным офицером в бригаду миноносцев Сибирской военной флотилии. За службу был награждён орденом Св. Станислава 3-й степени.
В 1915 году был переведён на Балтийский флот, где окончил Минный офицерский класс в Кронштадте в 1917 году, получив звание лейтенанта. После Февральской революции был арестован вместе с другими офицерами, но через две недели освобождён по ходатайству команды тральщика «Проводник», которым он тогда командовал.
Вскоре Васильев получил назначение на должность офицера 2-го отряда тральных сил Балтийского флота, который базировался в Ревеле. На этой должности встретил Октябрьскую революцию.
О дальнейшем Васильев рассказывал так:

При взятии Ревеля немцами я в силу сложившихся обстоятельств не мог уйти из Ревеля вместе с кораблями и по приходу немцев был заключён в концлагерь как военнопленный. Находясь в лагере, мне стало известно, что немецкое командование всех русских кадровых офицеров из числа военнопленных направляет в обязательном порядке в Россию для укомплектования формировавшихся белых армий… Через свои немецкие связи в Ревеле жена [Зинаида Михайловна] достала мне подложный паспорт на имя Берзина Августа и разрешение немецких властей на выезд в Петроград. Вскоре после приезда я решил вернуться обратно на флот и был принят на должность флагманского минёра дивизии траления Балтийского флота, а оттуда вскоре был переведён по личному ходатайству в дивизию подлодок.

### В РККФ
С 1918 по 1920 год служил в должности минного специалиста в 1-м дивизионе подводных лодок Флота Балтийского моря, участвовал в боевых действиях против интервентов. В 1920 году окончил класс подводного плавания Специальных курсов флота и был назначен на должность помощника командира подводной лодки «Тигр». В ноябре того же года стал командиром минного подводного заградителя «Ёрш». Пробыл в этой должности до 1 октября 1925 года.
9 декабря 1925 года Васильев был назначен командиром 2-го дивизиона подводных лодок с оставлением по совместительству командиром «Ерша».
В 1927 году прошёл курсы усовершенствования высшего начальствующего состава при Военно-морской академии, по окончании которых был направлен на Чёрное море командиром Отдельного дивизиона подводных лодок.
С 1931 по 1937 командир 1-й бригады подводных лодок Черноморского флота.
При введении персональных воинских званий приказом народного комиссара обороны № 2488 от 28 ноября 1935 года Васильеву было присвоено звание флагман 2-го ранга.
Награждён орденом Ленина.
Командир бригады Григорий Васильевич Васильев — опытный подводник, плававший на лодках ещё в царское время, был требователен и неутомим. Энергия в нём била через край, и, возможно, потому он мог шумно вспылить, но, как человек добрый, быстро отходил. Ценным его качеством были забота о подчинённых и готовность всегда помочь в беде любому бойцу и командиру. Все это знали и шли к нему со своими делами. А вот с начальством Григорий Васильевич разговаривать не умел, был излишне застенчив. Как человек дисциплинированный, он молча слушал не всегда справедливые замечания, никогда не возражал, но потом расстраивался и горько переживал.

### Репрессии
В конце 1930 — начале 1931 года начались репрессии на флоте. Васильев был арестован как бывший офицер, член контрреволюционной вредительской организации, но вскоре отпущен.
29 января 1938 года приказом НК РКВМФ № 031л/с флагман 2-го ранга Г. В. Васильев был уволен из рядов флота. Снова арестован 31 января 1938 года. Во время следствия вначале применялись угрозы, а затем и пытки .
«В дальнейшем, в силу моего отказа давать показания, ко мне начали применять в резкой форме разные угрозы, а затем начали воздействовать и физически. И вот в состоянии крайней моральной подавленности и угнетения я дал ложные показания, совершенно искажающие характер практической деятельности моих начальников, сослуживцев и подчинённых, а также и лично моих.».
Обвинялся в «активной вражеской работе по подрыву боевой и мобилизационной готовности подводного флота». Осуждён 4 июня 1939 Военной коллегией Верховного суда СССР по обвинению по ст. 58 пп. 7, 11 УК РСФСР. Приговор: 15 лет лишения свободы с поражением в правах на 5 лет, с конфискацией имущества и лишением звания флагман 2-го ранга.
В заключительном слове на суде сказал:
«Я перенёс две войны, переносил аварии и никогда не терялся, а на следствии потерял все чувства и сказал следователю, что буду всё подписывать, что он напишет. Я пытался отрицать свою виновность в шпионаже, но это моё отрицание отвергли, и больше отрицать я не пытался… Я никогда не был врагом народа и также говорил ложно на других. Меня следствие отводило от правильных показаний и ко мне применяло физическое воздействие… Я дошёл до такого позора, что оговаривал даже умерших.».
Умер в заключении, в 1943 году. Реабилитирован 20 апреля 1957.